# Cementyt
Cementyt – metastabilny węglik żelaza o wzorze empirycznym Fe3C (25% atomów C, co stanowi 6,67% masowych C). Jest jednym ze składników strukturalnych stopów żelaza z węglem występującym w stali i żeliwach.

## Podstawowe informacje
Cementyt jest twardym i kruchym związkiem; jego twardość to około 65 HRC. Charakteryzuje się wysoką odpornością chemiczną. Ma duży wpływ na właściwości stali i żeliw. Krystalizuje w układzie krystalograficznym rombowym. Na jedną komórkę elementarną przypada 12 atomów żelaza i 4 atomy węgla. Jego periody identyczności wynoszą a = 4,525 Å, b = 5,087 Å i c = 6,743 Å. Temperatura Curie cementytu wynosi 210 °C i w układzie żelazo-cementyt oznaczana jest jako A0. Poniżej niej cementyt wykazuje własności ferromagnetyczne, a powyżej staje się paramagnetyczny. Wyznaczenie temperatury topnienia jest problematyczne z powodu jego rozkładu w wysokiej temperaturze do żelaza i węgla w postaci grafitu. Teoretycznie oszacowana temperatura topnienia wynosiła 1550 °C. Według niektórych badań najprawdopodobniejszą temperaturą jest 1250 °C.

## Znaczenie materiałowe
Cementyt jest składnikiem strukturalnym stali i żeliw. W układzie Fe-Fe3C wyróżnia się:
- cementyt pierwszorzędowy (Fe3C' lub Fe3CI) – cementyt wydzielający się z cieczy przy krzepnięciu stopu o zawartości 4,3–6,67% C. Występuje głównie w postaci dużych igieł.
- cementyt drugorzędowy/wtórny (Fe3C'' lub Fe3CII) – cementyt wydzielający się z austenitu nadeutektoidalnego (0,77–2,11% C) na skutek obniżania się w nim rozpuszczalności węgla wraz ze spadkiem temperatury. Występuje najczęściej w postaci siatki na granicach ziaren austenitu.
- cementyt trzeciorzędowy (Fe3''' lub Fe3CIII) – cementyt wydzielający się z ferrytu podeutektoidalnego (0,008–0,77% C) na skutek obniżania się w nim rozpuszczalności węgla wraz ze spadkiem temperatury. Ma zwykle morfologię sferoidalnych lub płytkowych wydzieleń na granicach ziaren ferrytu.

Wykres fazowy żelazo-węgiel z zakresami występowania cementytów Fe_{3}C_{I}–Fe_{3}C_{III}

Cementyt tworzy w stopach Fe-C mieszaniny:
- perlit,
- ledeburyt,
- ledeburyt przemieniony.

Cementyt można również zaobserwować w poniższych mikrostrukturach:
- bainit górny,
- bainit dolny,
- sferoidyt[4].